# شهرستان شیهه
شهرستان شیهه (به لاتین: Xihe County) یک شهرستان‌های جمهوری خلق چین در چین است که در لونگنان واقع شده‌است.